# Jonathan Michel
Jonathan Michel (* um 1990 in Waterbury, Connecticut) ist ein US-amerikanischer Jazzmusiker (Kontrabass, auch Komposition) des Modern Jazz.

## Leben und Wirken
Jonathan Michel sammelte mit vier Jahren erste musikalische Erfahrungen durch seinen Vater. Später lernte er Gitarre, Piano und Posaune, bevor er sich für den Bass  entschied. 2005 zog er nach Philadelphia, wo er Unterricht bei Musikern wie Sam Dockery, Mickey Roker, Nina Bundy und Sid Simmons hatte; ab 2007 arbeitete er mit Billy Paul, für den er auch als musikalischer Leiter fungierte. Seit 2010 lebt er in New York City. Dort spielte er u. a. mit Orrin Evans, Aaron Goldberg, Denise King, Melanie Charles, Paul Bollenback, Johnny O’Neal und Tim Warfield. Außerdem war er Ko-Leader des Projekts L.X.G. und betätigte sich als Komponist und Produzent. Erste Aufnahmen entstanden 2015 mit Carmen Staaf (Day Dream, u. a. mit Dave Ballou) und mit dem Saxophonisten Albert Rivera (Back at It). Gegenwärtig (2019) leitet er ein eigenes Quartett (mit Joel Ross (Vibraphon), Jeremy Dutton (Drums) und der Vokalistin Melanie Charles); außerdem spielt er im Corey Wallace DUBtet. Für  Orrin Evans’ Album  The Evolution of Oneself (2015) schrieb den Titel Sweet Sid.

## Diskographische Hinweise
- MDR (2019)